# Mitteleuropäischer Literaturpreis Angelus
Der Mitteleuropäische Literaturpreis Angelus (polnisch Literacka Nagroda Europy Środkowej Angelus) ist eine polnische literarische Auszeichnung. Er wird für das bedeutendste Prosawerk eines Autors aus Mitteleuropa verliehen, das im Vorjahr auf Polnisch oder in polnischer Übersetzung erschienen ist. Der Preis wird in Breslau verliehen und ist mit 150.000 Złoty dotiert. Bei Übersetzungen erhält seit 2010 der Übersetzer 20.000 Złoty.

## Jury
Die siebenköpfige Jury setzte sich für das Jahr 2019 aus Mykola Rjabtschuk (Vorsitz seit 2014), Marcin Cieński, Urszula Glensk, Ryszard Krynicki (2006–2016, 2019), Anna Nasiłowska, Małgorzata Szpakowska und Piotr Śliwiński zusammen. Ehemalige Mitglieder waren Natalja Gorbanewskaja (Vorsitz: 2006–2013), Stanisław Bereś (2006–2016), Ireneusz Grin (2017–2018) Piotr Kępiński (2007–2016), Krzysztof Koehler (2018), Julian Kornhauser (2006–2016), Tomasz Łubieński (2006–2016), Krzysztof Masłoń (2006–2016), Justyna Sobolewska (2008–2016), Mirosław Spychalski (2009–2016), Maciej Urbanowski (2017–2018) und Andrzej Zawada (2006–2016).

## Nominierungen
Für den Mitteleuropäischen Literaturpreis Angelus können Werke von lebenden Autoren aus folgenden 22 Ländern nominiert werden: Albanien, Bosnien und Herzegowina, Bulgarien, Deutschland, Estland, Kroatien, Lettland, Litauen, Mazedonien, Republik Moldau, Montenegro, Österreich, Polen, Rumänien, Russland, Serbien, Slowakei, Slowenien, Tschechien, Ungarn, Ukraine und Belarus.

## Preisträger
| Jahr | Preisträger/-in        | Titel                                                 | Finalisten |
| ---- | ---------------------- | ----------------------------------------------------- | --- |
| 2006 | Jurij Andruchowytsch   | Dwanaście kręgów                                      | |
| 2007 | Martin Pollack         | Śmierć w bunkrze – opowieść o moim ojcu               | Oleksandr Irwanez: Riwne/Rowno Ismail Kadare: Pałac snów Imre Kertész: Dziennik galernika Hanna Krall: Król kier znów na wylocie Mariusz Szczygieł: Gottland Dubravka Ugrešić: Ministerstwo Bólu                                                      |
| 2008 | Péter Esterházy        | Harmonia caelesits                                    | Günter Grass: Przy obieraniu cebuli László Krasznahorkai: Melancholia sprzeciwu Małgorzata Szejnert: Czarny ogród Olga Tokarczuk: Bieguni Swetlana Wassilenko: Głuptaska Juli Zeh: Instynkt gry                                                       |
| 2009 | Josef Škvorecký        | Przypadki inżyniera ludzkich dusz                     | Ihar Babkou: Adam Kłakocki i jego cienie Ota Filip: Sąsiedzi i ci inni Inga Iwasiów: Bambino Miljenko Jergović: Ruta Tannenbaum Bernhard Schlink: Powrót do domu Krzysztof Varga: Gulasz z turula                                                     |
| 2010 | György Spiró           | Mesjasze                                              | Wojciech Albiński: Achtung! Banditen! Jacek Dukaj: Wroniec Zbigniew Kruszyński: Ostatni raport Antoni Libera: Godot i jego cień Norman Manea: Powrót chuligana Eginald Schlattner: Fortepian we mgle                                                  |
| 2011 | Swetlana Alexijewitsch | Wojna nie ma w sobie nic z kobiety                    | Natalka Babina: Miasto ryb Jenny Erpenbeck: Klucz do ogrodu Drago Jančar: Katarina, paw i jezuita Ismail Kadare: Ślepy ferman Maria Matios: Słodka Darusia Wojciech Tochman: Dzisiaj narysujemy śmierć                                                |
| 2012 | Miljenko Jergović      | Srda śpiewa o zmierchu w Ziolene Świątki              | Andrij Bondar: Historie ważne i nieważne Jacek Dehnel: Saturn László Krasznahorkai: Wojna i wojna Magdalena Tulli: Włoskie szpilki Michał Witkowski: Drwal Tomáš Zmeškal: List miłosny pismem klinowym                                                |
| 2013 | Oksana Sabuschko       | Muzeum porzuconych sekretów                           | Karl-Markus Gauß: W gąszczu metropolii Kazimierz Orłoś: Dom pod Lutnią Ljudmila Petruschewskaja: Jest noc Jerzy Pilch: Dziennik Andrzej Stasiuk: Grochów Szczepan Twardoch: Morfina                                                                   |
| 2014 | Pavol Rankov           | Zdarzyło się pierwszego września (albo kiedy indziej) | Oleksandr Irwanez: Choroba Libenkrafta Ismail Kadare: Wypadek Wiesław Myśliwski: Ostatnie rozdanie Martin Šmaus: Dziewczynko, roznie ogieniek Jáchym Topol: Warsztat diabła Jelena Tschischowa: Czas kobiet                                           |
| 2015 | Serhij Schadan         | Mezopotamia                                           | Jacek Dehnel: Matka Makryna Drago Jančar: Widziałem ją tej nocy Andrzej Stasiuk: Wschód Ziemowit Szczerek: Siódemka Lucian Dan Teodorovici: Matei Brunul Olga Tokarczuk: Księgi Jakubowe                                                              |
| 2016 | Varujan Vosganian      | Księga szeptów                                        | Maciej Hen: Solfatara Anna Janko: Mała zagłada Uladsimir Njakljajeu: Automat z wodą gazowaną z syropem lub bez Kristina Sabaliauskaitė: Silva rerum Alvydas Šlepikas: Mam na imę Marytė Cristian Teodorescu: Medgidia, miasto u kresu                 |
| 2017 | Oleg Pawlow            | Opowieści z ostatnich dni                             | Filip Florian: Dni króla Andrij Ljubka: Karbid Stanisław Aleksander Nowak: Galicyanie Faruk Šehić: Książka o Unie Monika Sznajderman: Faszerze pieprzu Andrea Tompa: Dom kata                                                                         |
| 2018 | Maciej Płaza           | Robinson w Bolechowie                                 | Antonín Bajaja: Nad piękną, modrą Dřevnicą Weronika Gogola: Po trochu Péter Nádas: Pamięć Artur Nowaczewski: Hostel Nomadów Lutz Seiler: Kruso Marian Sworzeń: Czarna ikona. Biełomor. Kanał Białomorski. Dzieje. Ludzie. Słowa                       |
| 2019 | Georgi Gospodinow      | Fizyka smutku                                         | Bianca Bellová: Jezioro Sergei Lebedew: Granica zapomnienia Christoph Ransmayr: Cesarski zegarmistrz Sasha Marianna Salzmann: Poza siebie Jurij Wynnytschuk: Tango śmierci Polina Żerebcowa: Mrówka w słoiku. Dzienniki czeczeńskie 1994–2004         |
| 2020 | Goran Vojnović         | Moja Jugosławia                                       | Kapka Kassabova: Granica. Na krawędzi Europy Sergei Lebedew: Dzieci Kronosa Mikołaj Łoziński: Stramer Tanja Maljartschuk: Zapomnienie Paweł Piotr Reszka: Płuczki. Poszukiwacze żydowskiego złota Serhij Schadan: Internat                            |
| 2021 | Kateryna Babkina       | Nikt tak nie tańczył, jak mój dziadek                 | Petro Jazenko: Magnetyzm Michał Komar: Skrywane Sergei Lebedew: Debiutant Sigitas Parulskis: Ciemność i partnerzy Wolodymyr Rafejenko: Najdłuższe czasy Mirosław Tryczyk: Drzazga. Kłamstwa silniejsze niż śmierć                                     |
| 2022 | Edward Pasewicz        | Pulverkopf                                            | Alherd Bacharewitsch: Sroka na szubienicy Kapka Kassabova: W stronę Ochrydy. Podróż przez wojnę i pokój Zoltán Mihály Nagy: Szatański pomiot Jaroslav Rudiš: Ostatnia podróż Winterberga Andrzej Stasiuk: Przewóz Katarzyna Surmiak-Domańska: Czystka |
| 2023 | Saša Stanišić          | Herkunft                                              | Stanisław Asiejew: Świetlana Droga. Obóz koncentracyjny w Doniecku Tamara Duda: Córeczka Zyta Rudzka: Ten się śmieje, kto ma zęby Katarína Kucbelová: Czepiec Judith Schalansky: Spis paru strat Piotr Siemion: Bella                                 |
| 2024 | Monika Helfer          | Die Bagage                                            | |